# Кредера Рубиано
Кредѐра Рубиа̀но (на италиански: Credera Rubbiano, на местен диалект: Credera Rubbiano, Кредера Рюбия) е община в Северна Италия, провинция Кремона, регион Ломбардия. Административен център на общината е село Кредера (Credera), което е разположено на 69 m надморска височина. Населението на общината е 1603 души (към 2016 г.).